# بوعنفير (آيت هادي)
بوعنفير هو دُوَّار يقع بجماعة آيت هادي، إقليم شيشاوة، جهة مراكش آسفي في المملكة المغربية. ينتمي الدوّار لمشيخة آيت هادي التي تضم 16 دوار. يقدر عدد سكانه بـ 905 نسمة حسب الإحصاء الرسمي للسكان والسكنى لسنة 2004.يحتوي الدوار على مدرسة عمومية واحدة ومدرستان تقليدياتان لتحفيظ القرآن الكريم ومدرسة عتيقة واحدة يتوافد عليها طلبة علوم الدين من الدواوير المجاورة. يتم كل عام يوم التاسع و عشرون من اغسطس تنظيم موسم احتفالي يسمى «البخاري» وذلك لأنه يتم فيه ختم حديث البخاري بالمدرسة العتيقة، تتوافد في هذا الموسم الكثير من سرب الخيالة من أجل إقامة التبوريدة يومي التاسع و عشرين والثلاثين من اغسطس في الدوار. تزدهر التجارة في هاتة الأيام أيضا وتتوافد جميع الدواوير المجاورة على بوعنفير من أجل الاستمتاع بفن التبوريدة واقتناء مايسمى في الثقافة الشعبية بالباروك لما من أهمية رمزية لمثل هذه المواسم في أذهان الساكنة القروية

## روابط خارجية
- البوابة الوطنية للجماعات الترابية نسخة محفوظة 12 مارس 2018 على موقع واي باك مشين.
- المندوبية السامية للتخطيط